# Quid pro quo
A quid pro quo latin kifejezés, a jelentése valamit valamiért. (Szó szerint: ezt azért.) Általában áruk vagy szolgáltatások cseréjét jelenti, amikor az egyik átadása az ellenérték átadásához kötött.
A szokásjogban azt jelöli, hogy egy árut vagy szolgáltatást valami értékkel rendelkező dologgal cseréltek el. A szerződésnek ellenszolgáltatást kell tartalmaznia. Az Egyesült Államokban, ha a csere túl egyoldalúnak látszik, egyes helyeken a bíróság megkérdőjelezheti, hogy a quid pro quo létrejött, és semmisnek mondhatja ki a szerződést.
„Quid pro quo” üzleti szerződések esetén a kifejezés negatív zöngéket vehet fel, mivel a nagy cégek időnként átlépik az etikai határokat, amikor egymással nagy értékű, kölcsönösen előnyös ügyletekre lépnek. Ilyenkor általában nagy pénzek forognak, és az ügylet néha határozatlan idejű együttműködésre vagy az üzleti jelentések meghamisítására tett ígéretekhez vezet.
Az Egyesült Királyságban is megsemmisíthet bíróság „quid pro quo” szerződést, kimondva, hogy nem fair, de ott ez polgári jogi ügy.

## Fordítás
Ez a szócikk részben vagy egészben  a   Quid pro quo című angol Wikipédia-szócikk ezen változatának fordításán alapul.  Az eredeti cikk szerkesztőit annak laptörténete sorolja fel. Ez a jelzés csupán a megfogalmazás eredetét és a szerzői jogokat jelzi, nem szolgál a cikkben szereplő információk forrásmegjelöléseként.